# Belgijscy posłowie do Parlamentu Europejskiego 2019–2024
Belgijscy posłowie IX kadencji do Parlamentu Europejskiego zostali wybrani w wyborach przeprowadzonych 26 maja 2019, w których wyłoniono 21 deputowanych.

## Posłowie według list wyborczych

### Flamandzkie kolegium wyborcze
Nowy Sojusz Flamandzki
- Geert Bourgeois
- Assita Kanko
- Johan Van Overtveldt

Interes Flamandzki
- Gerolf Annemans
- Filip De Man
- Tom Vandendriessche[1]

Flamandzcy Liberałowie i Demokraci
- Hilde Vautmans
- Guy Verhofstadt

Chrześcijańscy Demokraci i Flamandowie
- Cindy Franssen
- Tom Vandenkendelaere, poseł do PE od 25 stycznia 2021

Groen
- Sara Matthieu, poseł do PE od 8 października 2020

Partia Socjalistyczna (flamandzka)
- Kathleen Van Brempt

### Walońskie kolegium wyborcze
Partia Socjalistyczna (walońska)
- Marie Arena
- Marc Tarabella[2]

Ecolo
- Saskia Bricmont
- Philippe Lamberts

Ruch Reformatorski
- Olivier Chastel
- Frédérique Ries

Robotnicza Partia Belgii
- Marc Botenga

Centrum Demokratyczno-Humanistyczne
- Benoît Lutgen

### Niemieckie kolegium wyborcze
Partia Chrześcijańsko-Społeczna
- Pascal Arimont

### Byli posłowie IX kadencji do PE
- Petra De Sutter (Groen), do 30 września 2020
- Kris Peeters (CD&V), do 11 stycznia 2021